# EASY (LE SSERAFIM의 노래)
EASY는 대한민국의 걸그룹인 LE SSERAFIM의 세번째 EP 앨범 Easy의 타이틀곡이다.